# Amsacta gangara
Amsacta gangara är en fjärilsart som beskrevs av Swinhoe 1892. Amsacta gangara ingår i släktet Amsacta och familjen björnspinnare. Inga underarter finns listade i Catalogue of Life.